# Тадлак
Тадлак (англ. Tadlac) или Аллигэйтор (англ. Alligator) — пресноводное кратерное озеро, расположено в барангае Талдак, в муниципалитете Лос-Банос, провинция Лагуна, Филиппины. Лежит у южного берега озера Бай, крупнейшего в стране. Два водоёма разделяет приподнятая стенка кратера.
Расположено в мааре неактивного вулкана, внесённым Филиппинским институтом вулканологии и сейсмологии в список неактивных вулканов страны.
Примечательно, что ежегодно на озере происходит лимнологическая катастрофа. Обычно это явление фиксируется в период с декабря по февраль и является результатом накопления углекислого газа в озере и приводит к смерти рыб, разводимых в озере.

## Происхождение названия
Когда Филиппины были колонией Испанской империи, озеро носило название Лагуна-де-лос-Кайманес («озеро аллигаторов»), которое связано с тем, что в озере жили аллигаторы.
Название же Тадлак переводится как «дикий имбирь», трава, напоминающая сахарный тростник.

## География
Озеро находится в местности, где располагаются геотермальные источники, называемой Малилимбас-Пойнт, на северо-восточном склоне горы Макилинг. В озеро не впадают реки.
Имеет овальную форму и площадь 0,227 квадратных километров. Длина береговой линии — 1800 метров. Наблюдается резкая перемена глубины у берега. От озера Бай отделяется узкой стенкой кратера шириной 40 метров.
Южнее пролегает автодорога. Берега озера и прилегающие территории, находящиеся в частной собственности, застроены санаториями.

## Экономика

### Карьер
В 1980-х холм на северном берегу был приобретён в частную собственность, и породы, добытые на нём, были использованы в качестве строительных материалов. С этого времени холм у озера срезан и местность потеряла свой естественный вид.

### Разведение рыбы
С 1986 года озеро начало использоваться для выращивания тиляпии, пока в 1999 году не случился замор рыбы. Совместными усилиями местного правительства и LLDA разведение рыбы на озере было остановлено.

## Доступ
К озеру можно добраться по дороге, пролегающей западнее его берега, и через разрез в холме на его северном берегу.